# R-14
L'R-14 (nome in codice NATO: SS-5 Skean) è stato un missile balistico a medio raggio di sviluppo e costruzione sovietica. Entrato in servizio nei primi anni sessanta, venne definitivamente radiato nel corso della prima metà degli anni ottanta. Gli ultimi esemplari vennero definitivamente smantellati entro la fine del decennio. Questo missile costituì anche la base per i lanciatori spaziali della famiglia Kosmos, ampiamente utilizzati dall'Unione Sovietica prima e dalla Federazione Russa poi.

## Storia

### Sviluppo
Lo sviluppo di un nuovo missile balistico a medio raggio, con gittata di 4 000 km, venne autorizzato ufficialmente il 2 luglio 1958. L'OKB-586 di Michail Kuz'mič Jangel' ultimò il progetto preliminare dopo pochi mesi, nel dicembre dello stesso anno, ed il 6 luglio 1960 il nuovo missile volò per la prima volta. Il nome del sistema d'arma era R-14. I test di volo terminarono nel febbraio 1961, ed a partire dal 24 aprile dello stesso anno iniziarono le prime consegne alle unità operative delle forze missilistiche. Il primo gennaio 1962 il primo reggimento equipaggiato con questi missili venne messo in stato di allerta.
Nel frattempo, mentre il primo lancio dell'R-14 si avvicinava, il 30 maggio 1960 venne approvato lo sviluppo della variante R-14U. Questa si differenziava dal "precedente" poiché poteva essere lanciato da un silo (l'R-14, invece, poteva operare solo da piazzole all'aperto).
Il primo lancio di un R-14U venne effettuato il 12 gennaio 1962, e la piena operatività fu raggiunta nel 1964.

### Impiego militare
Il missile R-14/R-14U ricevette dalla NATO la codifica di SS-5 Skean. I sovietici misero in servizio entrambe le versioni. Il massimo numero di esemplari schierati venne raggiunto tra il 1965 ed il 1969, con 97 missili pronti all'uso. Nel 1969, iniziò il ritiro degli R-14, e due anni dopo quello degli R-14U.
Tra il 1978 ed il 1984, queste armi furono gradualmente sostituite ed infine soppiantate dai più moderni e perfezionati SS-20 Saber. Gli esemplari superstiti vennero stoccati in magazzino.
In seguito alla ratifica del Trattato INF, sulla riduzione delle armi a corto e medio raggio, tutti i missili in deposito di questo tipo (insieme ai precedenti SS-4 Sandal) vennero demoliti. Il trattatò entrò in vigore il primo giugno 1988, e gli ultimi sei SS-5 furono definitivamente smantellati presso l'impianto di eliminazione dei missili di Lesnaja, il 9 agosto 1989.

### Impiego spaziale
L'SS-5 Skean venne utilizzato come base per la realizzazione del lanciatore spaziale Kosmos. Questo effettuò il primo volo il 27 ottobre 1967. Complessivamente, ne sono stati lanciati fino ad oggi oltre 700 esemplari, in gran parte della versione Kosmos-3M (la più rappresentativa della "famiglia"). L'ultimo volo risale al 27 aprile 2010. Comunque, stando alle dichiarazioni delle Forze Spaziali Militari, questo dovrebbe essere uno degli ultimi voli, visto che il missile non è più in produzione ed ormai sono utilizzati solo esemplari in magazzino.

## Descrizione tecnica
L'SS-5 Skean era, dal punto di vista tecnico, derivato dal precedente SS-4 Sandal, rispetto al quale aveva però una gittata doppia. Questo missile, a singolo stadio, era caratterizzato da una lunghezza di 24,3-24,4 m e da un diametro di 2,4. Il peso al lancio raggiungeva gli 86 300 kg.
La propulsione era assicurata da un motore RD-216m, che era stato sviluppato dall'accademico Valentin Petrovič Gluško dell'OKB-456 tra il 1958 ed il 1960. Si trattava di un motore a propellente liquido, costituito da una particolare struttura modulare. Infatti, era composto da due sezioni identiche, ognuno delle quali era costituita da un motore a due camere di combustione, un'unità turbopompa, un generatore di gas ed un sistema di controllo automatico. Inoltre, per la prima volta, per fornire corrente ai componenti principali del propellente, si utilizzò un generatore di gas, al posto del perossido di idrogeno. Il tempo di funzionamento del propulsore era di circa 130 secondi. Il sistema di partenza, per entrambe le versioni, era "a caldo".
Il carburante necessario al funzionamento del propulsore aveva un peso complessivo di 79 200 kg, ed era stoccabile in serbatoi interni al missile. Questi erano costruiti in pannelli di alluminio, ed avevano un diametro maggiore rispetto a quelli del precedente R-12/SS-4: questa soluzione consentì di raddoppiare la gittata utile.
Il sistema di guida era di tipo inerziale autonomo, che utilizzava una piattaforma girostabilizzata: questa soluzione, usata per la prima volta, permetteva di aumentare l'accuratezza del missile. Il CEP, infatti, era compreso tra i 900 ed i 1 900 m, dunque piuttosto simile a quello dell'R-12 (la cui gittata era però la metà).
Il missile era equipaggiato con tre retrorazzi a propellente solido per impedire la collisione tra la testata ed il resto della struttura dopo la separazione della prima.
L'SS-5 era in grado di trasportare una testata nucleare di potenza compresa tra 1 e 2,3 megatoni ad una distanza di 3 200-4 500 km. Il peso della testata poteva raggiungere i 2 155 kg.
Come detto in precedenza, ne vennero sviluppate due versioni, chiamate R-14 (GRAU: 8K65) ed R-14U (GRAU: 8K65U). Queste differivano, essenzialmente, per il fatto che la seconda era idonea all'impiego in strutture corazzate (come i silos di lancio), mentre la prima no. I dati tecnici risultano essere praticamente gli stessi.